# Assemblea de Martinica
L'Assemblea de Martinica és l'assemblea deliberativa de Martinica, actialment una regió d'ultramar de l'Estat francès, que el 2015 va substituir el Consell Regional de Martinica.

## Història
L'Assemblea de Martinica està formada per 51 membres que són elegits per a mandats de sis anys. El sistema de votació és una elecció proporcional plurinominal amb dues voltes amb prima de governabilitat. En primera volta, si una llista obté la majoria absoluta dels vots emesos rep una prima d'11 escons i la resta d'escons s'assignen a totes les llistes que hagin obtingut almenys el 5 % dels vots emesos. Si cap llista obté la majoria absoluta, es fa una segona volta: la llista que guanya la segona volta rep la prima d'11 escons i la resta d'escons s'assignen a totes les llistes que hagin obtingut almenys el 5 % dels vots emesos. Per a la distribució dels escons dins de cada llista el territori de Martinica es divideix en quatre seccions electorals corresponents a les circumscripcions legislatives.
Les primeres eleccions per a l'Assemblea de Martinica es van celebrar el 13 de desembre de 2015. Una coalició del Moviment Independentista Martiniquès i partits de dreta, liderada per Alfred Marie-Jeanne, va derrotar Ensemble pour une Martinique Nouvelle', una coalició de partits d'esquerres, liderada per Serge Letchimy, obtenint 33 de 51 escons.